# Mistrovství Evropy ve fotbale hráčů do 21 let 2007 – soupisky
Soupisky na Mistrovství Evropy ve fotbale hráčů do 21 let 2007, které se hrálo v Nizozemsku.
| Zlato                 | Stříbro           | Bronz             | Bronz             |
| --------------------- | ----------------- | ----------------- | ----------------- |
| Nizozemsko • Soupiska | Srbsko • Soupiska | Anglie • Soupiska | Belgie • Soupiska |

## Skupina A

### Belgie
Hlavní trenér:  Jean-François De Sart
| Jméno                | Datum narození     | Datum úmrtí | Klub                 |
| Brankáři             | Brankáři           | Brankáři    | Brankáři             |
| -------------------- | ------------------ | ----------- | -------------------- |
| Logan Bailly         | 27. prosince 1985  |             | KRC Genk             |
| Frank Boeckx         | 27. září 1986      |             | K. Sint-Truidense VV |
| Michaël Cordier      | 27. března 1984    |             | RWDM Brussels FC     |
| Obránci              |                    |             |                      |
| Sepp De Roover       | 12. listopadu 1984 |             | Sparta Rotterdam     |
| Steve Colpaert       | 13. září 1986      |             | RWDM Brussels FC     |
| Thomas Vermaelen     | 14. listopadu 1985 |             | AFC Ajax             |
| Landry Mulemo        | 17. září 1986      |             | Standard Lutych      |
| Nicolas Lombaerts    | 20. března 1985    |             | KAA Gent             |
| Guillaume Gillet     | 9. března 1985     |             | KAA Gent             |
| Sébastien Pocognoli  | 1. srpna 1987      |             | KRC Genk             |
| Laurent Ciman        | 5. srpna 1985      |             | R. Charleroi SC      |
| Anthony Vanden Borre | 24. října 1987     |             | RSC Anderlecht       |
| Záložníci            |                    |             |                      |
| Killian Overmeire    | 6. prosince 1985   |             | KSC Lokeren          |
| Faris Haroun         | 22. září 1985      |             | KRC Genk             |
| Jan Vertonghen       | 24. dubna 1987     |             | AFC Ajax             |
| Maarten Martens      | 2. července 1984   |             | AZ Alkmaar           |
| Marouane Fellaini    | 22. listopadu 1987 |             | Standard Lutych      |
| Jonathan Blondel     | 3. dubna 1984      |             | Club Brugge KV       |
| Axel Witsel          | 12. ledna 1989     |             | Standard Lutych      |
| Útočníci             |                    |             |                      |
| Kevin Mirallas       | 5. října 1987      |             | Lille OSC            |
| Tom De Mul           | 4. března 1986     |             | AFC Ajax             |
| Tom De Sutter        | 3. července 1985   |             | Cercle Brugge KSV    |
| Stijn De Smet        | 27. března 1985    |             | Cercle Brugge KSV    |

### Izrael
Hlavní trenér:  Guy Levy
| Jméno            | Datum narození     | Datum úmrtí | Klub                   |
| Brankáři         | Brankáři           | Brankáři    | Brankáři               |
| ---------------- | ------------------ | ----------- | ---------------------- |
| Ohad Levita      | 17. února 1986     |             | Hapoel Kfar Saba FC    |
| Tom Almadon      | 30. listopadu 1984 |             | Makabi Haifa FC        |
| Yossi Shekel     | 24. září 1984      |             | Maccabi Herzliya FC    |
| Obránci          |                    |             |                        |
| Yuval Spungin    | 3. dubna 1987      |             | Maccabi Tel Aviv FC    |
| Eliran Danin     | 29. března 1984    |             | Bejtar Jeruzalém FC    |
| Shai Maimon      | 18. března 1986    |             | Makabi Haifa FC        |
| Dekel Keinan     | 15. září 1984      |             | Makabi Haifa FC        |
| Rami Duani       | 25. května 1987    |             | Hapoel Tel Aviv FC     |
| Nitzan Damari    | 13. ledna 1987     |             | Maccabi Petah Tikva FC |
| Naor Peser       | 18. října 1985     |             | Maccabi Petah Tikva FC |
| Dani Bondar      | 7. února 1987      |             | Hapoel Tel Aviv FC     |
| Záložníci        |                    |             |                        |
| Lior Jan         | 24. října 1987     |             | Maccabi Tel Aviv FC    |
| Idan Srur        | 5. října 1986      |             | Hapoel Petah Tikva FC  |
| Aviram Baruchyan | 20. března 1985    |             | Bejtar Jeruzalém FC    |
| Amir Taga        | 1. února 1985      |             | Maccabi Netanya FC     |
| Shiran Yeini     | 18. prosince 1986  |             | Maccabi Tel Aviv FC    |
| Lior Refaelov    | 26. dubna 1986     |             | Makabi Haifa FC        |
| Útočníci         |                    |             |                        |
| Barak Yitzhaki   | 25. září 1984      |             | Bejtar Jeruzalém FC    |
| Toto Tamuz       | 4. ledna 1988      |             | Bejtar Jeruzalém FC    |
| Omer Peretz      | 26. ledna 1986     |             | Maccabi Tel Aviv FC    |
| Shlomi Arbeitman | 14. května 1985    |             | Makabi Haifa FC        |
| Amit Ben-Shushan | 23. května 1985    |             | Bejtar Jeruzalém FC    |
| Ben Sahar        | 10. srpna 1989     |             | Chelsea FC             |

### Nizozemsko
Hlavní trenér:  Foppe de Haan
| Jméno                 | Datum narození    | Datum úmrtí | Klub                |
| Brankáři              | Brankáři          | Brankáři    | Brankáři            |
| --------------------- | ----------------- | ----------- | ------------------- |
| Boy Waterman          | 24. ledna 1984    |             | SC Heerenveen       |
| Kenneth Vermeer       | 10. ledna 1986    |             | AFC Ajax            |
| Tim Krul              | 3. dubna 1988     |             | Newcastle United FC |
| Obránci               |                   |             |                     |
| Gianni Zuiverloon     | 30. prosince 1986 |             | SC Heerenveen       |
| Ron Vlaar             | 16. února 1985    |             | Feyenoord           |
| Arnold Kruiswijk      | 2. listopadu 1984 |             | FC Groningen        |
| Erik Pieters          | 7. srpna 1988     |             | FC Utrecht          |
| Ryan Donk             | 30. března 1986   |             | AZ Alkmaar          |
| Calvin Jong-a-Pin     | 18. července 1986 |             | SC Heerenveen       |
| Frank van der Struijk | 28. března 1985   |             | Willem II Tilburg   |
| Záložníci             |                   |             |                     |
| Hedwiges Maduro       | 13. února 1985    |             | AFC Ajax            |
| Royston Drenthe       | 8. dubna 1987     |             | Feyenoord           |
| Ismail Aissati        | 16. srpna 1988    |             | PSV Eindhoven       |
| Luigi Bruins          | 9. března 1987    |             | SBV Excelsior       |
| Robbert Schilder      | 18. dubna 1986    |             | AFC Ajax            |
| Haris Medunjanin      | 8. března 1985    |             | AZ Alkmaar          |
| Útočníci              |                   |             |                     |
| Julian Jenner         | 28. února 1984    |             | AZ Alkmaar          |
| Ryan Babel            | 19. prosince 1986 |             | AFC Ajax            |
| Daniël de Ridder      | 6. března 1984    |             | Celta de Vigo       |
| Maceo Rigters         | 22. ledna 1984    |             | NAC Breda           |
| Roy Beerens           | 22. prosince 1987 |             | PSV Eindhoven       |
| Tim Janssen           | 6. března 1986    |             | RKC Waalwijk        |
| Otman Bakkal          | 27. února 1985    |             | PSV Eindhoven       |

### Portugalsko
Hlavní trenér:  José Couceiro
| Jméno                 | Datum narození     | Datum úmrtí | Klub                 |
| Brankáři              | Brankáři           | Brankáři    | Brankáři             |
| --------------------- | ------------------ | ----------- | -------------------- |
| Paulo Ribeiro         | 6. června 1984     |             | FC Porto             |
| Ricardo Batista       | 19. listopadu 1986 |             | Fulham FC            |
| João Botelho          | 22. září 1985      |             | CD Santa Clara       |
| Obránci               |                    |             |                      |
| Eurípedes Amoreirinha | 5. srpna 1984      |             | Benfica Lisabon      |
| João Pereira          | 25. února 1984     |             | Gil Vicente FC       |
| José Semedo           | 11. ledna 1985     |             | Sporting CP          |
| José Gonçalves        | 17. září 1985      |             | FBK Kaunas           |
| Rolando               | 31. srpna 1985     |             | CF Os Belenenses     |
| Vitorino Antunes      | 1. dubna 1987      |             | FC Paços de Ferreira |
| Manuel da Costa       | 6. května 1986     |             | PSV Eindhoven        |
| Záložníci             |                    |             |                      |
| Miguel Veloso         | 11. května 1986    |             | Sporting CP          |
| Sérgio Organista      | 26. srpna 1984     |             | Pontevedra CF        |
| Filipe Oliveira       | 27. května 1984    |             | CS Marítimo          |
| Manuel Fernandes      | 5. února 1986      |             | Benfica Lisabon      |
| João Moutinho         | 8. září 1986       |             | Sporting CP          |
| Paulo Machado         | 31. března 1986    |             | FC Porto             |
| Rúben Amorim          | 27. ledna 1985     |             | CF Os Belenenses     |
| Nani                  | 17. listopadu 1986 |             | Sporting CP          |
| Útočníci              |                    |             |                      |
| Hugo Almeida          | 23. května 1984    |             | FC Porto             |
| João Moreira          | 7. února 1986      |             | Valencia CF          |
| Ricardo Vaz Tê        | 1. října 1986      |             | Bolton Wanderers FC  |
| Silvestre Varela      | 2. února 1985      |             | Sporting CP          |
| Yannick Djaló         | 5. května 1986     |             | Sporting CP          |

## Skupina B

### Česko
Hlavní trenér:  Ladislav Škorpil
| Jméno              | Datum narození     | Datum úmrtí                     | Klub                       |
| Brankáři           | Brankáři           | Brankáři                        | Brankáři                   |
| ------------------ | ------------------ | ------------------------------- | -------------------------- |
| Zdeněk Zlámal      | 5. listopadu 1985  |                                 | FC Zlín                    |
| Josef Kubásek      | 6. května 1985     |                                 | FK Baník Sokolov 1948      |
| Milan Švenger      | 6. července 1986   |                                 | FK Čáslav                  |
| Obránci            |                    |                                 |                            |
| Josef Kaufman      | 27. března 1984    |                                 | FK Teplice                 |
| Martin Kuncl       | 1. dubna 1984      |                                 | FC Zbrojovka Brno          |
| Roman Hubník       | 6. června 1984     |                                 | FK Moskva                  |
| Michal Kadlec      | 13. prosince 1984  |                                 | AC Sparta Praha            |
| Martin Klein       | 2. července 1984   |                                 | FK Teplice                 |
| Jiří Kladrubský    | 19. listopadu 1985 |                                 | SK Dynamo České Budějovice |
| Milan Kopic        | 23. listopadu 1984 |                                 | FK Mladá Boleslav          |
| Záložníci          |                    |                                 |                            |
| Luboš Hušek        | 26. ledna 1984     |                                 | AC Sparta Praha            |
| Daniel Kolář       | 27. října 1985     |                                 | AC Sparta Praha            |
| Tomáš Jirsák       | 29. června 1984    |                                 | FK Teplice                 |
| Daniel Pudil       | 27. září 1985      |                                 | FC Slovan Liberec          |
| Michal Švec        | 19. března 1987    |                                 | SK Slavia Praha            |
| František Rajtoral | 12. března 1986    | 23. dubna 2017 (ve věku 31 let) | FC Baník Ostrava           |
| Filip Rýdel        | 30. března 1984    |                                 | SK Sigma Olomouc           |
| Útočníci           |                    |                                 |                            |
| Tomáš Krbeček      | 27. října 1985     |                                 | FC Viktoria Plzeň          |
| Jan Holenda        | 22. srpna 1985     |                                 | SK Dynamo České Budějovice |
| Michal Papadopulos | 14. dubna 1985     |                                 | Bayer 04 Leverkusen        |
| Jan Kysela         | 17. prosince 1985  |                                 | FK Mladá Boleslav          |
| Martin Fillo       | 7. února 1986      |                                 | FC Viktoria Plzeň          |
| Jan Blažek         | 20. března 1988    |                                 | FC Slovan Liberec          |

### Anglie
Hlavní trenér:  Stuart Pearce
| Jméno             | Datum narození     | Datum úmrtí | Klub                 |
| Brankáři          | Brankáři           | Brankáři    | Brankáři             |
| ----------------- | ------------------ | ----------- | -------------------- |
| Scott Carson      | 3. září 1985       |             | Liverpool FC         |
| Joe Hart          | 19. dubna 1987     |             | Manchester City FC   |
| Ben Alnwick       | 1. ledna 1987      |             | Tottenham Hotspur FC |
| Obránci           |                    |             |                      |
| Justin Hoyte      | 20. listopadu 1984 |             | Arsenal FC           |
| Leighton Baines   | 11. prosince 1984  |             | Wigan Athletic FC    |
| Steven Taylor     | 23. ledna 1986     |             | Newcastle United FC  |
| Anton Ferdinand   | 18. února 1985     |             | West Ham United FC   |
| Gary Cahill       | 19. prosince 1985  |             | Aston Villa FC       |
| Liam Rosenior     | 9. července 1984   |             | Fulham FC            |
| Nedum Onuoha      | 12. listopadu 1986 |             | Manchester City FC   |
| Záložníci         |                    |             |                      |
| Nigel Reo-Coker   | 14. května 1984    |             | West Ham United FC   |
| David Bentley     | 27. srpna 1984     |             | Blackburn Rovers FC  |
| Kieran Richardson | 21. října 1984     |             | Manchester United FC |
| Ashley Young      | 9. července 1985   |             | Aston Villa FC       |
| Wayne Routledge   | 7. ledna 1985      |             | Tottenham Hotspur FC |
| James Milner      | 4. ledna 1986      |             | Newcastle United FC  |
| Tom Huddlestone   | 28. prosince 1986  |             | Tottenham Hotspur FC |
| Mark Noble        | 8. května 1987     |             | West Ham United FC   |
| Peter Whittingham | 8. září 1984       |             | Cardiff City FC      |
| Útočníci          |                    |             |                      |
| David Nugent      | 2. května 1985     |             | Preston North End FC |
| Leroy Lita        | 28. prosince 1984  |             | Reading FC           |
| Matt Derbyshire   | 14. dubna 1986     |             | Blackburn Rovers FC  |
| James Vaughan     | 14. července 1988  |             | Everton FC           |

### Itálie
Hlavní trenér:  Pierluigi Casiraghi
| Jméno              | Datum narození    | Datum úmrtí | Klub                 |
| Brankáři           | Brankáři          | Brankáři    | Brankáři             |
| ------------------ | ----------------- | ----------- | -------------------- |
| Gianluca Curci     | 12. července 1985 |             | AS Řím               |
| Emiliano Viviano   | 1. prosince 1985  |             | Brescia Calcio       |
| Andrea Consigli    | 27. ledna 1987    |             | Atalanta BC          |
| Obránci            |                   |             |                      |
| Marco Andreolli    | 10. června 1986   |             | FC Inter Milán       |
| Giorgio Chiellini  | 14. srpna 1984    |             | Juventus FC          |
| Andrea Mantovani   | 22. června 1984   |             | AC ChievoVerona      |
| Marco Motta        | 14. května 1986   |             | Udinese Calcio       |
| Andrea Coda        | 25. dubna 1985    |             | Udinese Calcio       |
| Domenico Criscito  | 30. prosince 1986 |             | Juventus FC          |
| Michele Canini     | 5. června 1985    |             | Cagliari Calcio      |
| Andrea Raggi       | 24. června 1984   |             | Empoli FC            |
| Záložníci          |                   |             |                      |
| Antonio Nocerino   | 9. dubna 1985     |             | Piacenza Calcio 1919 |
| Riccardo Montolivo | 18. ledna 1985    |             | ACF Fiorentina       |
| Alberto Aquilani   | 7. července 1984  |             | AS Řím               |
| Alessandro Rosina  | 31. ledna 1984    |             | Turín FC             |
| Daniele Dessena    | 10. května 1987   |             | Parma Calcio 1913    |
| Simone Padoin      | 18. března 1984   |             | L.R. Vicenza         |
| Andrea Lazzari     | 3. prosince 1984  |             | Atalanta BC          |
| Luca Cigarini      | 20. června 1986   |             | Parma Calcio 1913    |
| Útočníci           |                   |             |                      |
| Giampaolo Pazzini  | 2. srpna 1984     |             | ACF Fiorentina       |
| Giuseppe Rossi     | 1. února 1987     |             | Manchester United FC |
| Graziano Pellè     | 15. července 1985 |             | US Lecce             |
| Raffaele Palladino | 17. dubna 1984    |             | Juventus FC          |

### Srbsko
Hlavní trenér:  Miroslav Đukić
| Jméno              | Datum narození     | Datum úmrtí | Klub                   |
| Brankáři           | Brankáři           | Brankáři    | Brankáři               |
| ------------------ | ------------------ | ----------- | ---------------------- |
| Damir Kahriman     | 19. listopadu 1984 |             | FK Vojvodina Novi Sad  |
| Igor Stefanović    | 17. července 1987  |             | FK Zemun               |
| Aleksandar Kesić   | 18. srpna 1987     |             | FK Mladost Apatin      |
| Obránci            |                    |             |                        |
| Branislav Ivanović | 22. února 1984     |             | FK Lokomotiv Moskva    |
| Antonio Rukavina   | 26. ledna 1984     |             | FK Partizan            |
| Nemanja Rnić       | 30. září 1984      |             | FK Partizan            |
| Aleksandar Kolarov | 10. listopadu 1985 |             | OFK Bělehrad           |
| Duško Tošić        | 19. ledna 1985     |             | FC Sochaux-Montbéliard |
| Nikola Drinčić     | 7. září 1984       |             | FK Amkar Perm          |
| Slobodan Rajković  | 3. února 1989      |             | OFK Bělehrad           |
| Nikola Petković    | 31. ledna 1984     |             | FK Vojvodina Novi Sad  |
| Záložníci          |                    |             |                        |
| Gojko Kačar        | 26. ledna 1987     |             | FK Vojvodina Novi Sad  |
| Milan Smiljanić    | 19. listopadu 1986 |             | FK Partizan            |
| Dejan Milovanović  | 21. ledna 1984     |             | FK Crvena zvezda       |
| Predrag Pavlović   | 19. června 1986    |             | FK Napredak Kruševac   |
| Đorđe Ivelja       | 30. června 1984    |             | OFK Bělehrad           |
| Dušan Basta        | 18. srpna 1984     |             | FK Crvena zvezda       |
| Zoran Tošić        | 18. ledna 1987     |             | FK Banat Zrenjanin     |
| Útočníci           |                    |             |                        |
| Boško Janković     | 1. března 1984     |             | RCD Mallorca           |
| Đorđe Rakić        | 31. října 1985     |             | OFK Bělehrad           |
| Stefan Babović     | 7. ledna 1987      |             | OFK Bělehrad           |
| Miloš Krasić       | 1. listopadu 1984  |             | PFK CSKA Moskva        |
| Dragan Mrđa        | 23. ledna 1984     |             | Lierse SK              |